# Molpadiidae
Molpadiidae (лат.) — семейство иглокожих из отряда бочонкообразные голотурии класса голотурий. Известны в ископаемом виде. Форма тела веретенообразная, в отличие от других голотурий, задний конец их тела сужен и образует отчетливый «хвост». Хотя у них есть щупальца вокруг рта, у них нет настоящих амбулакральных ножек. Встречаются в водах всех океанов от тропических до полярных вод.

## Классификация
На ноябрь 2023 года в отряд включают 3 рода:
- Cherbonniera Sibuet, 1974
- Heteromolpadia Pawson, 1963
- Molpadia Cuvier, 1817